# Primer arbitratge de Viena
El Primer arbitratge de Viena va ser un acord territorial assolit, per la mediació i la pressió alemanyes, entre Hongria i Txecoslovàquia el novembre de 1938. El tractat va corregir la frontera entre Hongria i Txecoslovàquia basant-se en la distribució «ètnica», després que, finalitzada la Primera Guerra Mundial, el 1920 s'havia signat el Tractat de Trianon, que va privar Hongria de prop del 70 % del seu antic territori i va crear una nombrosa minoria magiar a Txecoslovàquia. Al final de la Segona Guerra Mundial es va abrogar el tractat, i el territori cedit a Hongria per l'arbitratge va ser tornat a Txecoslovàquia.
Els canvis territorials de la postguerra mundial havien inclòs el lliurament de Rutènia i altres territoris amb una població magiar important a Txecoslovàquia. Mentre que la minoria rutena desitjava majoritàriament romandre en el nou estat —per bé que volia reformes autonomistes—, no era aquest el cas de la majoria de la població magiar, la qual preferia la tornada a Hongria a pesar de la millora de la seua situació econòmica en molts casos. Hongria, per la seua part, va centrar la seua política exterior d'entreguerres en la recuperació dels territoris perduts.
La crisi del sistema creat a Versalles a les darreries de la dècada de 1930, i especialment l'enfrontament entre Txecoslovàquia i Alemanya sobre la minoria germànica a Txecoslovàquia, permeté que Budapest covés l'esperança d'aconseguir l'anhelat canvi fronterer. El seu temor a dependre excessivament d'Alemanya i la seua debilitat militar enfront dels països veïns, tanmateix, la dugué a tractar de forjar aliances alternatives amb Polònia i Itàlia per a assolir els seus objectius.
Els Acords de Múnic no van posar fi a les disputes entre Budapest i Praga, però gràcies a la insistència de Mussolini el problema de la minoria magiar es va incloure als annexos, i va disposar que les parts negociessin sense la intervenció de potències durant tres mesos. Les converses entre els dos països tingueren lloc al començament de l'octubre de 1938, però acabaren en fracàs. Finalment, les dues nacions sol·licitaren l'arbitratge d'Itàlia i Alemanya, el qual tingué l'aprovació tàcita del Regne Unit i França. El tractat signat a Viena el 2 de novembre lliurà més d'11 000 km² i al voltant d'un milió de persones —la majoria, magiars— a Hongria, per bé que aquesta no aconseguí totes les ciutats que desitjava, ni el total de Rutènia. El territori romangué en mans d'Hongria durant tota la guerra, però l'arbitratge i les seues disposicions foren abrogats a la fi de la Segona Guerra Mundial; la zona eslovaca tornà a Txecoslovàquia i Rutènia s'incorporà a la URSS.

## Antecedents

### La situació de les minories magiar i rutena a Txecoslovàquia
Txecoslovàquia sorgí com a estat —junt amb Iugoslàvia— amb més minories de l'Europa d'entreguerres, una Àustria-Hongria en miniatura. Dels 13 600 000 habitants registrats en el cens del 1921, a penes un 50,4 % eren txecs, i un 15 % eslovacs, mentre les minories incloïen un 23,4 % d'alemanys, un 3,5 % de rutens i un 5,6 % d'hongaresos, entre d'altres. Els rutens i els hongaresos es concentraven a Rutènia i a Eslovàquia. Aquesta darrera concentrava 637 000 hongaresos i 86 000 rutens (21,5 % i 2,9 % de la població de la regió, respectivament). A Rutènia habitaven 373 000 (61,2 %) rutens i 192 000 hongaresos (17 %). En ambdues regions, aquestes minories habitaven en zones compactes: els magiars es concentraven a les planures del sud, mentre que els rutens habitaven el terreny més muntanyenc. A diferència d'altres regions del país, la inclusió d'Eslovàquia en la nova república sorgida arran de la Primera Guerra Mundial fou per raons estratègiques, no històriques ni culturals. Rutènia va acabar formant part de Txecoslovàquia gràcies a la sol·licitud d'emigrants rutens als Estats Units.
La situació legal dels hongaresos a Txecoslovàquia era ambigua; el Tractat de Saint-Germain-en-Laye els havia concedit la ciutadania, però la Constitució de 1920 l'atorgava només als que residien en el nou territori txecoslovac d'ençà del 1910. Aquesta limitació va provocar que entre 56 000 i 106 000 magiars se n'anaren a Hongria. A més a més, entre 15 000 i 100 000 hongaresos restaren apàtrides. Els rutens, al contrari, disposaven d'autonomia territorial teòrica dins l'estat txecoslovac.
Les lleis txecoslovaques permetien l'educació de les minories en la llengua pròpia d'aquestes en certes condicions que van fer que el 86,4 % dels alumnes hongaresos d'educació primària rebessen classes en la seua llengua materna, com també el 72 % dels de secundària; en la república no hi havia, tanmateix, educació universitària impartida en magiar. En comparança amb la situació anterior a la guerra mundial, no obstant això, la percepció hongaresa sobre la situació educativa era d'empitjorament: el nombre d'escoles s'havia reduït en dos terços, la universitat en hongarès havia desaparegut i els títols obtinguts en universitats hongareses no eren reconeguts a Txecoslovàquia. Una proporció apreciable de la minoria magiar donà suport a partits crítics envers la política cultural txecoslovaca i tots els partits magiars del país esperaven un canvi fronterer que restituís part o tota Eslovàquia i Rutènia a Hongria. Els partits d'oposició van obtenir al voltant de la meitat dels vots de la minoria en les successives eleccions parlamentàries. L'elit magiar del període austrohongarès (terratinents, clergat, advocats, funcionaris, mestres i part de la població jueva) s'oposava al nou Estat i controlava sovint la direcció dels partits magiars a Txecoslovàquia. El camperolat, majoritari entre la minoria i que havia millorat la seua situació econòmica en el nou Estat, continuava també preconitzant majoritàriament el retorn a Hongria.
Quant als rutens, tot i que sovint encara donaren suport també a partits antigovernamentals, no defensaven la seua separació de Txecoslovàquia, sinó la reforma de l'Estat per tal d'ampliar la seua autonomia i l'extensió de Rutènia a costa d'Eslovàquia. L'autonomia teòrica no es traduí en poder real per a les Corts rutenes —que mai no van arribar a reunir-se— o per al governador del territori, amb un poder nul davant el sotsgovernador nomenat pel govern central de Praga. El suport a l'oposició era en realitat més per motius econòmics que no polítics. Després d'una efímera millora dels partits protxecoslovacs al final de la dècada de 1929, conseqüència de la millora de la situació econòmica, la Gran Depressió dugué a una tornada de l'oposició majoritària al govern de Praga.

### Les aspiracions hongareses

Pèrdues territorials hongareses segons el Tractat de Trianon del 1920. L'objectiu principal de la política hongaresa del període d'entreguerres va ser la recuperació de les fronteres anteriors al tractat.

Hongria havia perdut uns territoris considerables a la fi de la Primera Guerra Mundial en el Tractat de Trianon. Entre els territoris perduts es comptaven els eslovacs i Rutènia, cedits a Txecoslovàquia. L'objectiu principal de la política exterior hongaresa durant el període d'entreguerres va ser la recuperació, total o parcial, de les terres perdudes per la derrota en la guerra mundial.
Entre els dirigents hongaresos van sorgir dos corrents per a assolir el mateix fi revisionista: un de favorable a una aliança amb Alemanya que permetés utilitzar-ne el poder per a aconseguir la revisió de Trianon, i un altre partidari d'una política exterior més independent, que advocava per crear una «tercera Europa», aliança entre Itàlia, Hongria i Polònia que forçàs els txecoslovacs a fer concessions, però que alhora servís de contrapés a Alemanya. A Varsòvia i a Budapest, el desig d'obtenir una frontera comuna, relegat d'ençà dels primers anys de la postguerra, ressorgí al començament de 1938 amb la possibilitat de l'annexió alemanya d'Àustria com a garantia de la independència dels dos països enfront d'Alemanya.
Amb l'Anschluss i l'augment de la tensió entre Txecoslovàquia i Alemanya, Budapest tractà d'utilitzar aquesta per a recuperar territoris en poder d'aquella. La Lliga Revisionista Hongaresa es manifestà per primera vegada en cinc anys el 24 d'abril de 1938 per a exigir el mateix tracte per a la minoria hongaresa a Txecoslovàquia que per a l'alemanya. Al mateix temps, per evitar la total dependència d'Alemanya, el ministre d'afers exteriors hongarès intentà d'obtenir la col·laboració d'Itàlia, Iugoslàvia, Romania i Polònia per a assolir els seus objectius. En les seues converses amb la Petita Entesa aconseguí que aquesta acceptàs signar tractats sobre el respecte a les minories, que renunciàs a la força per a resoldre les disputes entre ambdues parts i que reconegués el dret d'Hongria a rearmar-se, concessions que es van plasmar en l'acord de Bled —que Txecoslovàquia no subscriví— del 23 d'agost. Berlín va percebre l'acord, que rebutjava l'ús de la força per part de Budapest en un moment de gran tensió amb Praga, com un gest d'independència dels hongaresos respecte de la seua política exterior, i manifestà un gran disgust.
Alemanya instà els dirigents hongaresos, de visita a Berlín, a unir-se a la seua campanya de pressió contra Txecoslovàquia. Hitler pretenia envair el país utilitzant com a justificació els alçaments de les minories i volia l'ajuda de Budapest per a aconseguir la col·laboració de la minoria magiar. La col·laboració d'Hongria havia de permetre a aquesta recuperar territoris, si bé els alemanys es mostraren poc precisos sobre quins permetria que Budapest s'annexàs. Malgrat l'enorme pressió germànica, els hongaresos es refusaren a doblegar-se completament als seus plans; no descartaren cooperar amb Alemanya, però tampoc van garantir que ho farien.
Per altra banda, el govern hongarès continuà intentant de coordinar les seues exigències amb les poloneses; el govern de Varsòvia va suggerir que Budapest exigís un plebiscit en tots els territoris que havien format part del regne durant el període del Compromís austrohongarès, no únicament la cessió dels territoris amb majoria magiar, que no bastarien per a assolir l'anhelada frontera comuna magiaropolonesa. Les reivindicacions polonohongareses comptaren amb el suport italià.

## La crisi de Múnic

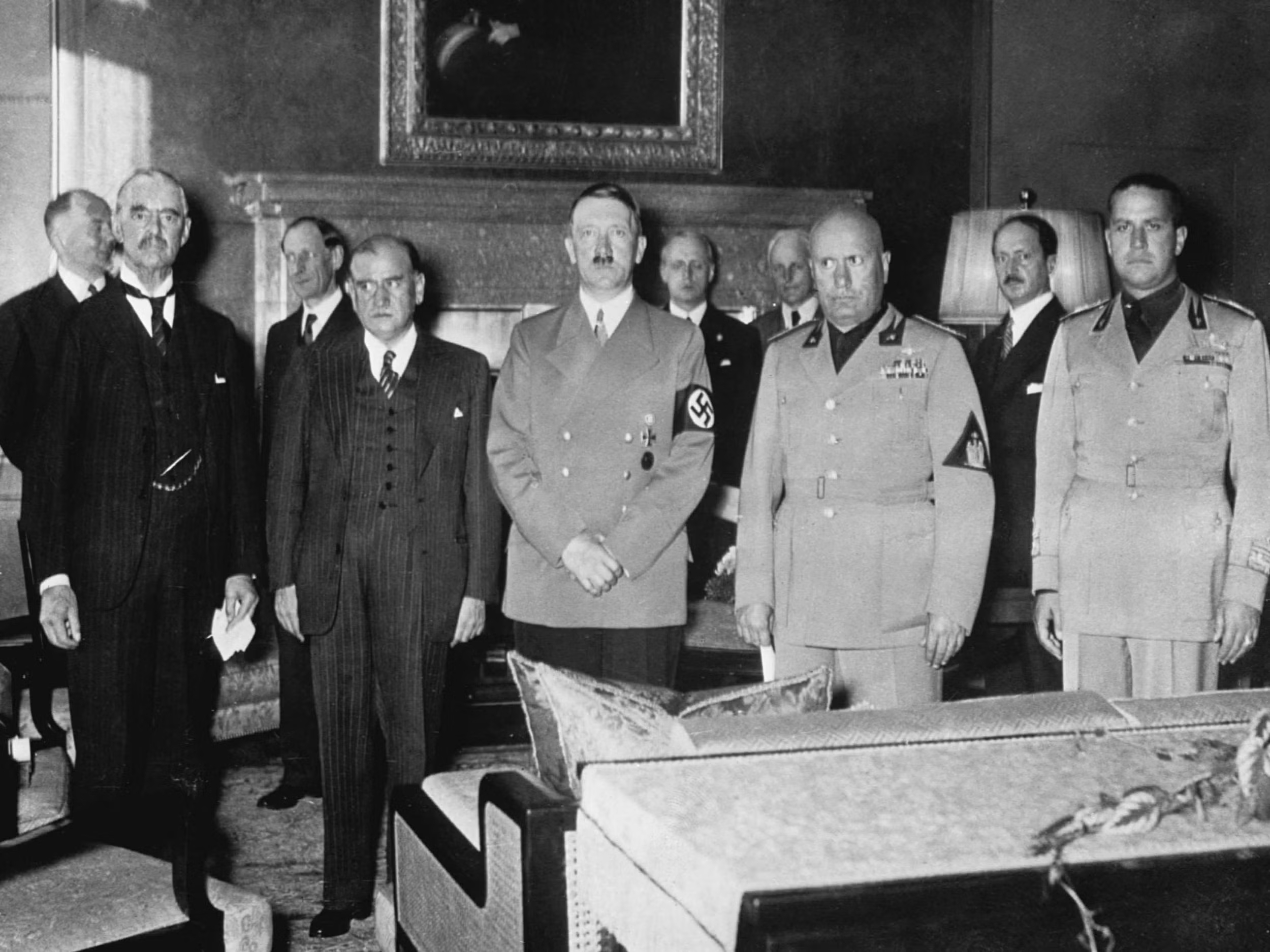
Els signants de l'Acord de Múnic: Neville Chamberlain, Edouard Daladier, Adolf Hitler i Benito Mussolini

La signatura de l'Acord de Múnic el 28 de setembre de 1938 que havia de posar fi a les tensions entre el govern txecoslovac i la minoria alemanya tingué conseqüències importants per a tot el país. A pesar del relatiu desinterés de la resta de potències sobre la situació de les minories no alemanyes, Mussolini insistí en la seua inclusió. Un annex de l'acord estipulava que els problemes de les minories polonesa i hongaresa s'havien de resoldre entre els tres països afectats en tres mesos, o tornaria a reunir-se una conferència de les quatre potèncias (Alemanya, Itàlia, França i el Regne Unit) que havien rubricat el pacte de Múnic. A més d'això, la garantia territorial a Txecoslovàquia dels firmants de l'acord solament entraria en vigor una vegada restassen resoltes aquestes disputes. Les potències no havien de participar en les negociacions bilaterals. Hongria, que havia sostingut reiteradament durant el període d'entreguerres la necessitat d'una revisió de les fronteres de postguerra, aprofità la situació per a forçar les negociacions amb el govern txecoslovac, per a la qual cosa comptà amb el suport italià. Hitler, per contra, semblava afavorir els txecs els eslovacs, convençut de poder manejar-los ja a voluntat i sense interés a reforçar la posició d'Hongria. Les autoritats alemanyes no consideraven definitiu l'acord territorial assolit al setembre a Múnic, i al començament d'octubre ja sospesaven les possibles alternatives polítiques per a Eslovàquia i Rutènia.
Per a evitar un possible enfrontament inoportú entre l'Hongria de Miklós Horthy —molt preocupada per perdre l'oportunitat de recuperar territoris perduts arran de la guerra mundial com havia ocorregut a Múnic— i la Segona República Txecoslovaca presidida per Emil Hácha, Hitler els aconsellà que arribassen a un acord fronterer basat en criteris ètnics. Hongria sol·licità i obtingué el suport de Hitler per a tractar amb els txecoslovacs l'1 d'octubre. A diferència de Polònia, que obtingué els territoris desitjats després d'amenaçar amb l'ús de la força, la mala situació de les forces armades hongareses afavorí que Budapest optàs per la negociació. El govern de Praga, coneixedor de la feblesa militar hongaresa i embrancat en altres negociacions, intentà retardar les converses amb Budapest, però finalment s'hi avingué. Els hongaresos havien exigit el 3 d'octubre que les converses començassen el 6 a la ciutat fronterera de Komárno; el 5, començaren d'infiltrar unitats irregulars en territori txecoslovac per desestabilitzar la zona. En crear-se el govern autònom eslovac, el govern central de Praga deixà les negociacions amb els representants hongaresos fonamentalment en mans d'aquest, com informà a Hitler el ministre d'afers exteriors Chvalkovský el 14 d'octubre. Tant Iugoslàvia com Romania, aliades de Txecoslovàquia i contràries a l'expansió hongaresa, van advertir que rebutjarien la cessió a Hongria de territoris amb població no magiar.
El 6 d'octubre, el Partit Popular Eslovac s'havia reunit en la localitat de Žilina i s'havia proclamat «representant legítim de la nació eslovaca»; la moció aprovada posava l'accent en el dret a l'autodeterminació, la unió de la nació eslovaca i el que considerava el seu territori, i la seua decisió de combatre al costat de les nacions que lluitassen contra la «ideologia judeomarxista». La crisi del país va fer que el govern de Praga cedís a les pretensions dels populars eslovacs i nomenàs el seu president, monsenyor Jozef Tiso, primer ministre del nou govern regional. L'Estat txecoslovac es convertí en una federació txecoslovaca. El 8 de novembre, la regió imposaria el partit únic i la censura de premsa.
Les converses, que es desenvoluparen en hongarès, ja que ambdues parts dominaven l'idioma, van durar tot el mes d'octubre, amb interrupcions. Començaren el 9 d'octubre a Komárno i els txecoslovacs tan sols oferiren concessions menors; els hongaresos esperaven obtenir tota Rutènia i els territoris eslovacs amb població magiar. Això hauria privat Eslovàquia de les seues ciutats principals, de territoris fèrtils i de vies fèrries importants. Els eslovacs només oferien tornar una desena part dels territoris reivindicats pels hongaresos i autonomia per a la resta de territoris amb majoria magiar. Els representants hongaresos utilitzaren el cens del 1910 per a reclamar 14 153 km² i 1 090 000 persones, el 77,9 % de les quals hongareses. Reclamaven dotze ciutats i 812 dels 830 pobles de la zona i disposaven d'assessorament continu de l'Institut de Ciència Política, a diferència de la delegació txecoslovaca —fonamentalment eslovaca i encapçalada per Tiso—, que havia recopilat apressadament el material amb què sustentar la seua posició. La proposta txecoslovaca de cedir 5786 km² i 400 000 habitants (320 000 dels quals hongaresos) no va satisfer a Budapest. Les creixents concessions de la delegació txecoslovaca, en part una maniobra per a guanyar temps i obtenir suport alemany, no foren suficients per a la part hongaresa. Després de quatre dies de tenses converses, les negociacions es van suspendre. Budapest mobilitzà una part de les seues tropes. Els hongaresos rebutjaren prop d'una setmana després una nova proposta eslovaca, transmesa a Budapest a través dels alemanys i que seguia aproximadament la divisió lingüística però deixava les principals ciutats de la regió en mans txecoslovaques.
El govern hongarès es mostrà desesperat per obtenir guanys territorials que poder mostrar a l'opinión pública com a fruit de la crisi txecoslovaca; estava especialment interessat a obtenir Rutènia per a tenir una frontera comuna amb Polònia. La situació a Budapest era de tensió extrema a finals d'octubre. Després de la ruptura de les converses, el govern de Budapest abandonà les seues il·lusions de recuperar tota Eslovàquia —pretensió que no aprovaven ni Alemanya ni Itàlia— i passà a acontentar-se amb l'obtenció de Rutènia i de les zones amb majoria magiar. Per a assolir aquest objectiu, el govern de Béla Imrédy es mostrà disposat a fomentar una revolta mitjançant el suport d'elements separatistes rutens i la infiltració des d'Hongria. L'operació, que començà el 10 d'octubre quan encara se celebraven negociacions a Komarno, comptà amb el suport polonès i italià, però fracassà davant les mesures txecoslovaques, que aconseguiren segellar la frontera i detenir els que l'havien travessat. Budapest va tractar també de recaptar el suport diplomàtic de Roma i de Berlín en la seua disputa amb Praga. Disposava ja del suport diplomàtic, però no del militar, de Polònia.
Davant el fracàs del pla d'alçament a Rutènia, Hongria temptejà la possibilitat de sol·licitar la reunió de les quatre potències de Múnic per a resoldre la situació, però França, el Regne Unit i Alemanya s'hi mostraren contràries. Les negociacions bilaterals estaven estancades. Aleshores el govern de Budapest decidí demanar l'arbitratge d'Itàlia, Alemanya i Polònia, decisió que comunicà als britànics el 25 d'octubre. Itàlia s'hi mostrà disposada, però advertí que això significava el cessament de la pretensió hongaresa d'obtenir Rutènia, a la qual s'oposava Alemanya fermament. L'endemà, els txecoslovacs mostraven la seua disposició a acceptar l'arbitratge d'Itàlia i Alemanya. Després d'un refús inicial, Berlín va assumir la mediació el 28 d'octubre. Impedí, tanmateix, la participació en l'arbitratge de Polònia mitjançant l'exigència de concessions poloneses a Danzig i al «corredor polonès», que Varsòvia rebutjà.

## Mediació de les Potències de l'Eix

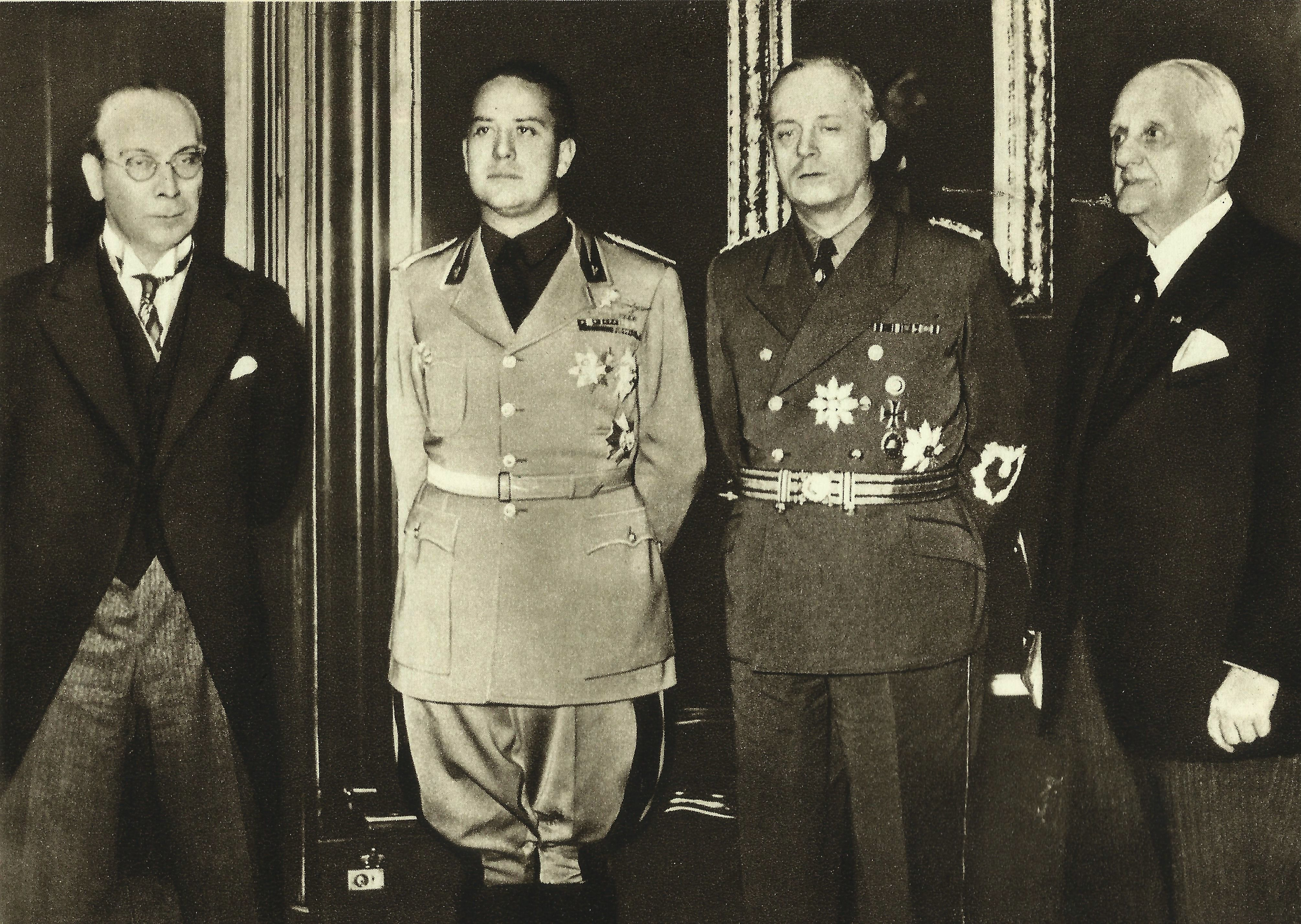
Firmants de l'arbitratge. D'esquerra a dreta: František Chvalkovský (Txecoslovàquia), Galeazzo Ciano (Itàlia), Joachim von Ribbentrop (Alemanya) i Kálmán Kánya (Hongria).

Els dies següents a la sol·licitud de les parts, Ciano i Ribbentrop tractaren de traçar una modificació fronterera; el primer defensà sense reserves les aspiracions magiars, mentre el segon mirà de reduir les cessions en Eslovàquia i Rutènia. Les potències occidentals no posaren dificultats. Itàlia i Alemanya havien acceptat formalment, el 30 d'octubre, realitzar l'arbitratge a condició que tant Hongria com Txecoslovàquia n'acceptassen les conclusions com a inapel·lables. Hongria no exigí l'annexió de Rutènia, però informà Itàlia de la seua intenció de continuar les seues accions per a absorbir la regió.

Territoris lliurats per Txecoslovàquia a Hongria en virtut del primer arbitratge de Viena de novembre de 1938.

El compromís assolit el 2 de novembre de 1938 al Palau Belvedere de Viena gràcies als ministres d'afers exteriors alemany, Ribbentrop, i italià, Ciano, definia una nova frontera més ajustada als límits «ètnics» que no l'antiga fixada en el Tractat del Trianon, per bé que Ciano aconseguí d'augmentar una mica el territori assignat a Hongria. Segons les clàusules de l'arbitratge, els territoris havien de canviar de mans entre el 3 i el 10 de novembre.
Txecoslovàquia cedia 11 927 km² i 1 081 247 habitants prop del 57 % dels quals eren hongaresos —el 84 % segons els càlculs hongaresos— i la resta majoritàriament eslovacs i rutens, amb petits grups de txecs, alemanys i jueus. La cessió comprenia les ciutats de Mukachevo, Košice (amb uns 70 000 habitants) i Úzhgorod (27 000). La gran majoria dels membres de la minoria magiar de Txecoslovàquia tornaven a pertànyer a Hongria. Només en restaren uns 66 000 dintre les noves fronteres txecoslovaques. Les concessions comportaren un augment territorial del 13 % i de població del 11,7 % per a Hongria.
Aquesta, tot i això, no veia satisfeta l'aspiració d'obtenir Bratislava i Nitra ni la d'apoderar-se completament de Rutènia. Aquesta va veure establerta finalment la seua autonomia, de primer amb unes Corts dominades breument per personatges favorables a la unió de la regió amb Hongria, però aviat per uns altres amb una orientació més ucraïnesa. Els canvis fronterers van fer que la regió perdés les seues dues ciutats principals, Úzhgorod i Mukachevo, i que augmentàs la seua proporció de rutens (a partir de llavors, el 76 % de la població). Els responsables polítics rutens, no obstant això, es mostraren disposats a mantenir la regió dins Txecoslovàquia, que ja era aleshores una república federal.

## Reacció a Hongria

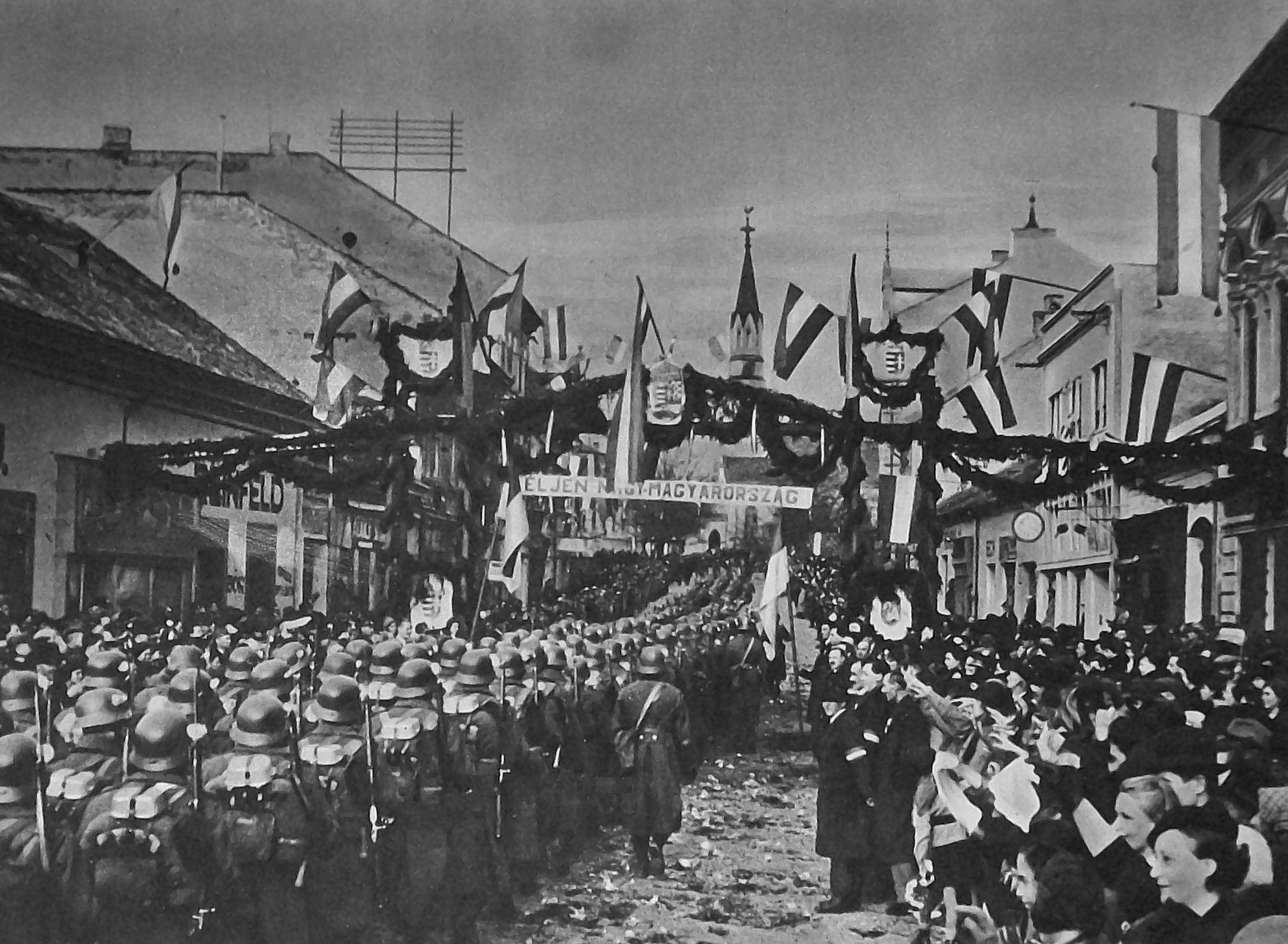
Entrada de tropes hongareses a Lučenec, una de les localitats eslovaques atorgades per l'arbitratge.

Es produïren grans celebracions a Hongria en conéixer-se el resultat de les negociacions, per ser la primera vegada des del final de la guerra que el país recuperava una part del seu antic territori. El regent entrà, muntat en un cavall blanc, en una de les ciutats recuperades, Kassa (en eslovac, Košice), junt amb el Parlament en ple, que es traslladà a la ciutat per a celebrar la seua recuperació. Els territoris obtinguts atiaren els desigs revisionistes magiars, que tanmateix es veien destorbats pel perill de desprestigiar l'Eix en intentar modificar un acord que aquest havia realitzat i per l'acceptació hongaresa de les fronteres de l'acord com a definitives.
L'estratègia hongaresa fou similar a l'emprada per Hitler contra Txecoslovàquia: fomentar la inestabilitat, taxar d'inviable la regió com a autònoma o independent i finalment enviar-hi tropes per a «restablir l'ordre». Aquestes accions fracassaren per manca de suport de la resta de països i per l'oposició alemanya.

## Conseqüències
Encara que el tractat no tornà Rutènia a Hongria, pocs mesos després Hitler permeté a les tropes hongareses ocupar el territori. Abans d'això, un pla d'ocupació forjat entre Hongria, Polònia i Itàlia havia estat abandonat el 21 de novembre per la decidida oposició alemanya. Una milícia local rutena tractà de defensar la independència, proclamada a correcuita el 15 de març de 1939, però resultà derrotada per les unitats hongareses tres dies després. El retard del permís alemany, tanmateix, frustrà els plans de Polònia i Hongria de tenir una frontera comuna, possible barrera contra l'avanç germànic, i preocupà Varsòvia per l'activitat dels nacionalistes ucraïnesos en la regió, tement que pogués estendre's al seu territori.
El territori al llarg del Danubi lliurat a Hongria romangué dominat pel govern de Budapest entre 1938 i 1945. Els guanys territorials comportaren un acostament d'Hongria a Alemanya i Itàlia i certes concessions en els mesos següents, com ara l'aprovació de legislació antisemita, la retirada de la Societat de Nacions, l'atorgament de privilegis a la minoria alemanya i la signatura del Pacte Anti-Komintern.
Els canvis fronterers de l'arbitratge van ser anul·lats en finalitzar la guerra mundial. La frontera entre Txecoslovàquia i Hongria tornà al traçat de Trianon, excepte per una petita correcció favorable a Txecoslovàquia en virtut del tractat de pau amb Hongria del 10 de febrer de 1947. Txecoslovàquia expressà el seu desig d'expulsar la minoria hongaresa del seu territori, però el Tractat de París del 1947 rebutjà aquesta pretensió. Tanmateix, els que s'hi havien instal·lat durant la guerra van ser expulsats (uns trenta-dos mil; uns altres seixanta mil abandonaren voluntàriament el país). En 1947 i 1948, altres setanta-tres mil foren intercanviats per altres tants eslovacs en un acord entre els governs txecoslovac i hongarès. Uns altres dos-cents mil foren assentats per força als Sudets. Uns quatre-cents mil membres de la minoria van romandre en el sud del país. La meitat d'ells es declararen antics eslovacs davant la política d'eslovaquització forçosa; la resta va ser privada de la ciutadania i de les seues institucions culturals. La situació de la minoria va millorar amb la presa del poder pels comunistes el 1948, però fins al 1956 no se li atorgà protecció com a tal.